# Helene Danneskiold-Samsøe
Helene Marianne Danneskiold-Samsøe (f. 1. januar 1966), siden 1. marts 2010 overdirektør for Gisselfeld, Danmarks femtestørste gods, og medlem af bestyrelsen for den  erhvervsdrivende fond Gisselfeld Kloster. Hun tiltrådte som Gisselfelds 12. overdirektør efter en 12 år lang strid mellem godsets bestyrelse og 10. overdirektør, hendes onkel, Erik Danneskiold-Samsøe (f. 1945). Gisselfelds 11. overdirektør, Christian Ivar Schou Danneskiold Lassen, godsejer til  Holmegaard,  Juellinge og Tryggevælde, bestred ulønnet embedet som  provisorisk overdirektør i otte af stridens år fra, 2002-2010.
Helene Danneskiold-Samsøe er datter af Christina Mariane Margritte Stella komtesse Danneskiold-Samsøe (f. 1944) og Per Sass Maansson (f. 1943), og på sin mødrene side efterkommer af Kong Christian V's søn Christian Gyldenløve, efter hvis testamente Gisselfeld i sin tid blev til Gisselfeld Adelige Jomfrukloster i Sjælland.

## Første kvindelige overdirektør
Helene Danneskiold-Samsøe er den første kvindelige overdirektør i klostrets historie, da den 300 år gamle fundats prioriterede mandlige descendenter til stillingen. Fundatsen blev til ved Christian Gyldenløves testamenter af 1701 og 1702, som specificeret af arvingerne i 1725, og endeligt udformet af klostrets første overdirektør i 1799. Fundatsen har tidligere været ændret og tilpasset i 1851, 1873 og 1948. I 1991 tilpassedes fundatsen til at være i overensstemmelse med loven af 1984 om erhvervsdrivende fonde, men først ved en ændring i 2010 blev fundatsen rettet til også at efterleve  loven om ligestilling.
Helene Danneskiold-Samsøe er advokatsekretær af uddannelse, og har fungeret som sådan for den kammeradvokatur selvsamme Christian V i sin tid indstiftede. Gisselfelds overdirektør har embedsbolig på slottet, der er klostrets hovedbygning.